# Muse Entertainment Enterprises
Muse Entertainment es una productora canadiense de películas y programas de televisión fundada por Michael Prupas en 1998. La compañía llamó la atención de la prensa en 2011 por su producción de la miniserie nominada y ganadora de varios premios Emmy The Kennedys en asociación con Asylum Entertainment.

## Productos
Muse Entertainment Enterprises produce series dramáticas, películas para televisión, miniseries y programas familiares. El brazo de ventas de Muse Entertainment es Muse Distribution, que ofrece programación de televisión y largometrajes a nivel internacional a emisoras, cadenas de cable y de pago, distribuidores de cine, VOD, SVOD, video, iTunes y DVD de todo el mundo.
Muse tiene un gran volumen de proyectos en desarrollo y producción con cadenas de televisión por cable y gratuitas en los Estados Unidos como resultado de la apertura de las oficinas de Muse en Los Ángeles en 2007.
Muse se ha convertido en una de las empresas más activas del mundo en la coproducción de proyectos televisivos con socios internacionales.
Según los tratados oficiales de producción cinematográfica de Canadá, Muse ha producido con empresas en Francia, el Reino Unido, Irlanda, España, Alemania, Suiza, Rumania, Hungría, Marruecos, Australia y Sudáfrica.
Las producciones de Muse incluyen dos películas para televisión financiadas por Procter & Gamble y Walmart y transmitidas por NBC como una compra de tiempo : Secrets of the Mountain y The Jensen Project .

## Personal
El personal de Muse se especializa en desarrollo de proyectos, producción, posproducción, publicidad, asuntos legales y comerciales, estructuración financiera, cobro de créditos fiscales, relaciones gubernamentales y sindicales, Internet y multimedia, así como ventas y distribución.
Michael Prupas es el fundador, presidente, director ejecutivo y presidente de la junta de Muse Entertainment. Joel Rice es presidente de la división Muse Entertainment USA, Jesse Prupas es vicepresidente de desarrollo y distribución, e Irene Litinsky es directora de producción en Quebec.  Lydia Storie es vicepresidenta de desarrollo y Meghan Mathes es directora de desarrollo para la expansión de la empresa en Los Ángeles.

## Producciones

### Teatral
- Flood
- I'm Not There
- The Deal
- Blades of Glory
- The Fountain (2006)
- Niagara Motel
- Savage Messiah (1972)
- The Guilty
- The Tracker
- Savage Messiah (2002)

### Películas
- Rise of the Gargoyles
- Hellhounds
- Taking a Chance on Love
- Sand Serpents
- Carny
- High Plains Invaders
- Unstable
- Swamp Devil (2008)
- The Christmas Choir (2008)
- The Watch (2008)
- An Old Fashioned Thanksgiving
- Accidental Friendship
- Black Swarm
- Dr. Jekyll and Mr.Hyde
- Infected
- Girl's Best Friend
- I Me Wed
- Too Young To Marry
- The Wind in the Willows (2006)
- The House Sitter
- The House Next Door
- Tipping Point
- Proof of Lies
- Answered by Fire (2006)
- Recipe for a Perfect Christmas
- Black Widower
- Mind Over Murder
- Murder in the Hamptons
- Plain Truth (película) (2004)
- Icebound (2003)
- Silent Night (2002)
- Deadly Friends
- Infected (2008)
- Cyberbully (2011)
- Picking Up & Dropping Off
- The Many Trials of One Jane Doe (2002)
- The Clinic (2004)
- The Stork Derby (2002)
- The  Investigation (2002)
- Chasing Cain: Face (2002)
- The Hound of the Baskervilles (2000)
- The Royal Scandal (2001)
- The Sign of Four (1984)
- The Case of the Whitechapel Vampire (2002)
- The Legend of Sleepy Hollow (1999)
- The Death and Life of Nancy Eaton (2003)
- Icebound (2003)
- Ricky Nelson: Original Teen Idol (1999)
- Class Warfare
- The Stalking of Laurie Show
- Daydream Believers: The Monkees Story (2000)
- The Wool Cap (2004)

### Series
- Coroner
- Bellevue (2017)
- Collision Course (2016-)
- Twice in a Lifetime (1999-2001)
- Bomb Girls
- Being Human
- Bounty Busters
- Crusoe
- Durham County (2007-2010)
- Family Biz
- Gawayn
- Hubworld
- Largo Winch
- The Mysteries of Alfred Hedgehog
- See Robin Jones
- Tales from the Neverending Story
- This Is Wonderland (2004-2006)
- Doc (2001–2004)
- The Tournament (2005-2006)

### miniseries
- The Kennedys: After Camelot (2017)
- 10.5: Apocalypse
- Answered by Fire
- Ben Hur
- Cat. 8
- Exploding Sun
- Flood
- Human Trafficking (2005)
- Impact (2009)
- Killer Wave
- The Kennedys
- The Last Templar
- The Pillars of the Earth
- The Phantom
- Tut
- University (2001)

### No ficción
- For Heaven's Sake
- Human Nature
- March to the Top
- Rocksteady: The Roots of Reggae
- Rudy: The Rudy Giuliani Story (2003)
- Trump Unauthorized (2005)
- I'm Not There (2007)